# Mona Lisa (film, 1986)
Pour les articles homonymes, voir Mona Lisa.
Pour plus de détails, voir Fiche technique et Distribution.
Mona Lisa est un film britannique réalisé par Neil Jordan et sorti en 1986.
S'il ne rencontre pas un immense succès commercial, il reçoit de nombreuses distinctions, notamment une nomination à l'Oscar du meilleur acteur et un Golden Globe pour Bob Hoskins.

## Synopsis
George vient de sortir de prison et recherche du travail. Il trouve un boulot comme chauffeur, le chauffeur de Simone, une call-girl de luxe. Entre George et Simone, des liens se tissent. Puis Simone s'attire des ennuis en recherchant une amie prostituée comme elle.

## Fiche technique
- Titre : Mona Lisa
- Titre original : Mona Lisa
- Réalisation : Neil Jordan
- Scénario : Neil Jordan et David Leland
- Photographie : Roger Pratt
- Musique : Michael Kamen
- Montage : Lesley Walker
- Décors : Jamie Leonard et Gemma Jackson
- Costumes : Louise Frogley
- Production : Patrick Cassavetti, Stephen Woolley, Chris Brown, Ray Cooper, Nik Powell, George Harrison et Denis O'Brien
- Société de production : HandMade Films
- Distribution : Island Pictures (Etats-Unis)
- Pays d'origine :  Royaume-Uni
- Langue originale : anglais
- Format : Couleur (Technicolor) - 1,75:1 -  Mono
- Genre cinématographique : drame, criminel, néo-noir
- Durée : 104 minutes
- Dates de sortie :
  -  France : mai 1986 (Festival de Cannes) ; 6 août 1986 (sortie nationale)
  -  États-Unis : 13 juin 1986
  -  Royaume-Uni : 19 septembre 1986

## Distribution
- Bob Hoskins (VF : Marc de Georgi) : George
- Cathy Tyson (en) (VF : Maïk Darah) : Simone
- Michael Caine (VF : Gabriel Cattand) : Mortwell
- Robbie Coltrane (VF : Jacques Frantz) : Thomas
- Clarke Peters (VF : Pascal Renwick) : Anderson
- Kate Hardie (VF : Virginie Ledieu) : Cathy
- Zoë Nathenson (VF : Véronique Alycia) : Jeannie
- Sammi Davis (VF : Martine Regnier) : May
- Rod Bedall (VF : Georges Berthomieu) : Terry
- Joe Brown (VF : Serge Bourrier) : Dudley

## Production

### Tournage
Le tournage a lieu à Londres (East Dulwich, Holborn, gare de Liverpool Street, St Pancras, Clerkenwell, Coventry Street, Park Lane, Hyde Park Corner, Blackheath) ainsi que dans le Sussex de l'Est (Brighton et Hove).

## Musique
- Mona Lisa par Nat King Cole.
- When I Fall in Love par Nat King Cole.
- The Very Thought of You par Ray Noble.
- In Too Deep par Genesis.
- It's a Long Way to Tipperary de Jack Judge et Harry Williams.
- Come Out Fighting par Deadringer.
- Searching par Stormbringer.
- Slap Your Back par Exception.
- Daughters of Babylon par Jimmy Lindsay.

## Distinctions principales

### Récompenses
- BAFTA 1987 : meilleur acteur pour Bob Hoskins
- Festival de Cannes 1986 : Prix d'interprétation masculine du Festival de Cannes pour Bob Hoskins (ex æquo avec Michel Blanc pour Tenue de soirée)
- Golden Globes 1987 : meilleur acteur dans un film dramatique pour Bob Hoskins
- Bob Hoskins a par ailleurs remporté le prix du meilleur acteur décerné par les associations de critiques de plusieurs villes : Boston, Kansas City, Londres, Los Angeles, New York, Valladolid, ainsi que celui de la critique nationale américaine.

### Nominations
- Oscars 1987 : meilleur acteur pour Bob Hoskins
- BAFTA 1987 : meilleur film, meilleure actrice pour Cathy Tyson, meilleur réalisateur pour Neil Jordan, meilleur montage pour Lesley Walker, meilleur scénario original pour Neil Jordan et David Leland
- Festival de Cannes 1986 : en compétition officielle
- Golden Globes 1987 : meilleur film dramatique, meilleure actrice dans un second rôle pour Cathy Tyson et meilleur scénario pour Neil Jordan et David Leland